# Taxa de retorn energètic

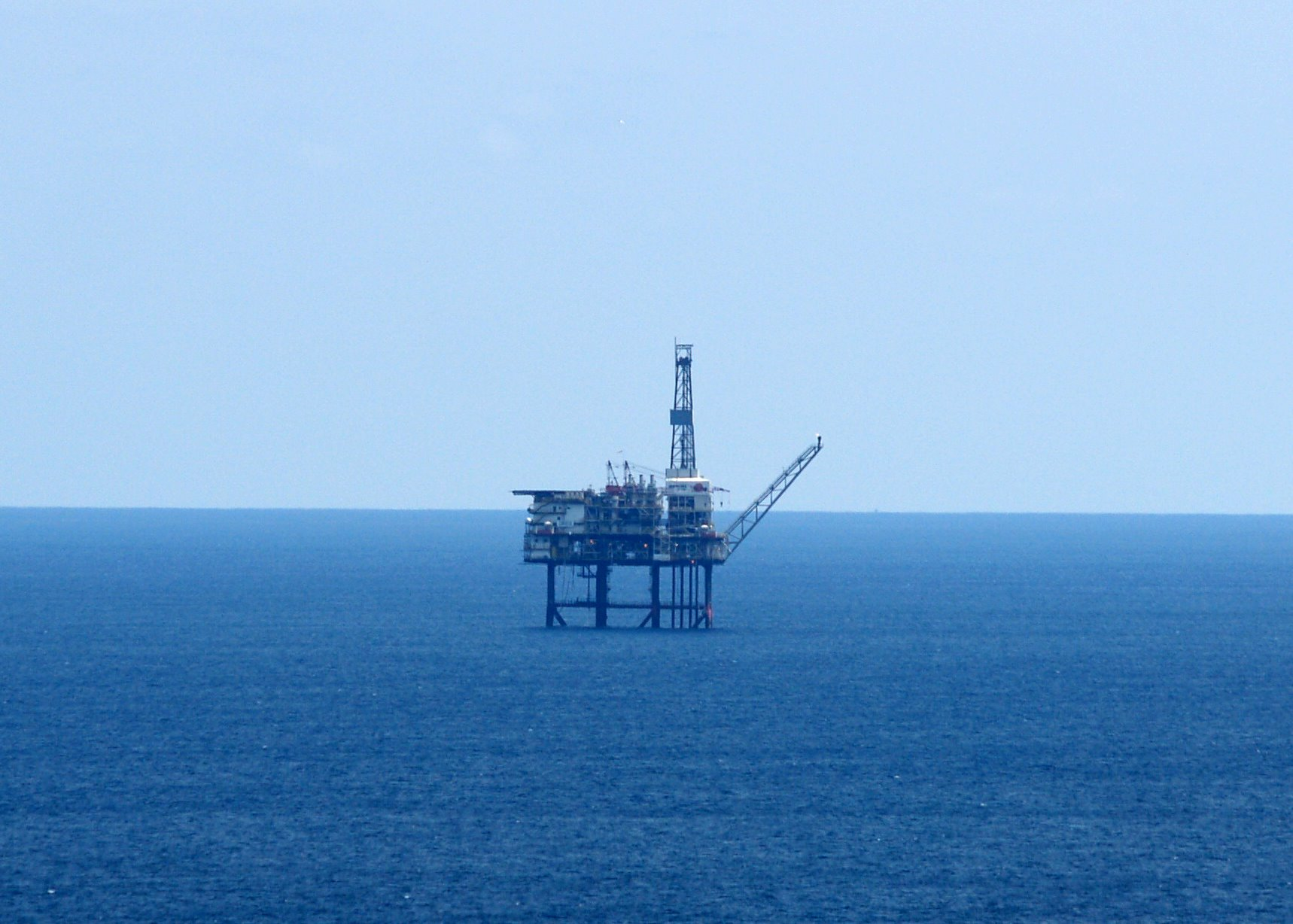
Plataforma la Gaviota d'extracció de gas natural a Bermeo (País Basc).

La Taxa de Retorn Energètic (TRE), en anglès, “energy return on investment” (EROI) o també “energy return on energy investment” (ERoEI) és la relació entre l'energia generada per un procés i l'energia invertida a dur a terme aquest mateix procés.
{\displaystyle TRE={\frac {\hbox{Energía Útil Generada}}{\hbox{Energia Invertida}}}}

## Història
La TRE té precedents en el concepte d'anàlisi d'energia neta utilitzat per Leslie White, Kenneth Boulding i Howard Odum. El concepte va ser desenvolupat en diverses publicacions al llarg dels anys 80 i, tot i que la utilització d'aquest terme va anar en declivi durant un període de bonança energètica entre 1984 i 2005, ha anat prenent importància amb el temps.
La TRE ha rebut també diverses crítiques que apunten que les seves fronteres d'anàlisi són controvertides i, per tant, diferents anàlisis donen diferents respostes a una mateixa pregunta. S'ha afirmat també que les solucions del mercat són sempre superiors als estudis científics i que la TRE és sovint funció de la situació monetària. Tot i així, la TRE és encara avui un concepte crític per a la presa de decisions en temes de política energètica i en la determinació de les perspectives de la civilització moderna.

## Interpretació
Observant la fórmula, veiem que el TRE pren valors superiors a 1 quan l'energia generada és superior a la utilitzada i valors inferior a 1, quan el consum provinent d'explotar una font d'energia és superior a l'energia generada. El valor de la TRE ajuda a extreure conclusions sobre la font d'energia estudiada.

### Exemple
Si féssim la hipòtesi, per exemple, que la TRE del petroli és d'1,1, poca cosa podríem fer-ne, a part d'extreu-re'l, ja que això ja suposaria una pèrdua neta d'energia. Si el TRE fos d'1,2, podríem refinar-lo i fer-ne dièsel, i si fos de l'1,3 podríem distribuir-lo allà on volguéssim utilitzar-lo. Si, a més, volguéssim utilitzar aquesta energia en un camió, necessitaríem una TRE d'almenys 3 per poder construir i mantenir el tractor, però també per construir les carreteres per les quals ha de circular. Imaginem, ara, que volguéssim incloure la depreciació del treballadors dels pous de petroli i de les refineries: necessitaríem una TRE de 7 o 8. I si volem que els fills d'aquest treballadors rebin educació i sanitat, necessitarem una TRE encara més alta.

## Taxa de Retorn Energètic de les principals fonts d'energia
Amb l'ajuda de la TRE podem comparar fàcilment diferents fonts energètiques entre si, des de la pròpia llenya (biomassa) fins a l'energia solar fotovoltaica, que necessita un alta inversió energètica per a la producció dels panells solars.
En la següent taula podem observar estimacions de la TRE de diferents fonts d'energia importants.

### Taula comparativa
| Fonts                                                                     | TRE Cleveland           | TRE Elliott | TRE Hore-Lacy | TRE (Altres) |
| Combustibles fòssils                                                      |                         |             |               |              |
| Petroli - Fins a 1940 - Fins a 1970 - Avui                                | > 100 23 8              | 50 - 100    |               | 5 - 15       |
| Carbó - Fins a 1950 - Fins a 1970                                         | 80 30                   | 2 - 7       | 7 - 17        |              |
| Gas natural                                                               | 1 - 5                   |             | 5 - 6         |              |
| Pissarra bituminosa                                                       | 0,7 - 13,3              |             |               | < 1          |
| Energia nuclear                                                           |                         |             |               |              |
| Urani 235                                                                 | 5 - 100                 | 5 - 100     | 10 - 60       | < 1          |
| Plutoni 239                                                               |                         |             |               |              |
| Fusió nuclear                                                             |                         |             |               | < 1          |
| Energies renovables                                                       |                         |             |               |              |
| Biomassa                                                                  |                         | 3 - 5       | 5 - 27        |              |
| Hidroelèctrica                                                            | 11,2                    | 50 - 250    | 50 - 200      |              |
| Eòlica                                                                    |                         | 5 - 80      | 20            |              |
| Geotèrmica                                                                | 1,9 - 13                |             |               |              |
| Solar - Mitjançant col·lectors - Tèrmica - Fotovoltaica                   | 1,6 - 1,9 4,2 1,7 - 10  | 3 - 9       | 4 - 9         | 7 - 20       |
| Etanol - De canya de sucre - De blat de moro - De residus de blat de moro | 0,8 - 1,7 1,3 0,7 - 1,8 |             |               | 0,6 - 1,2    |
| Metanol (de fusta)                                                        | 2,6                     |             |               |              |

### El cas del petroli

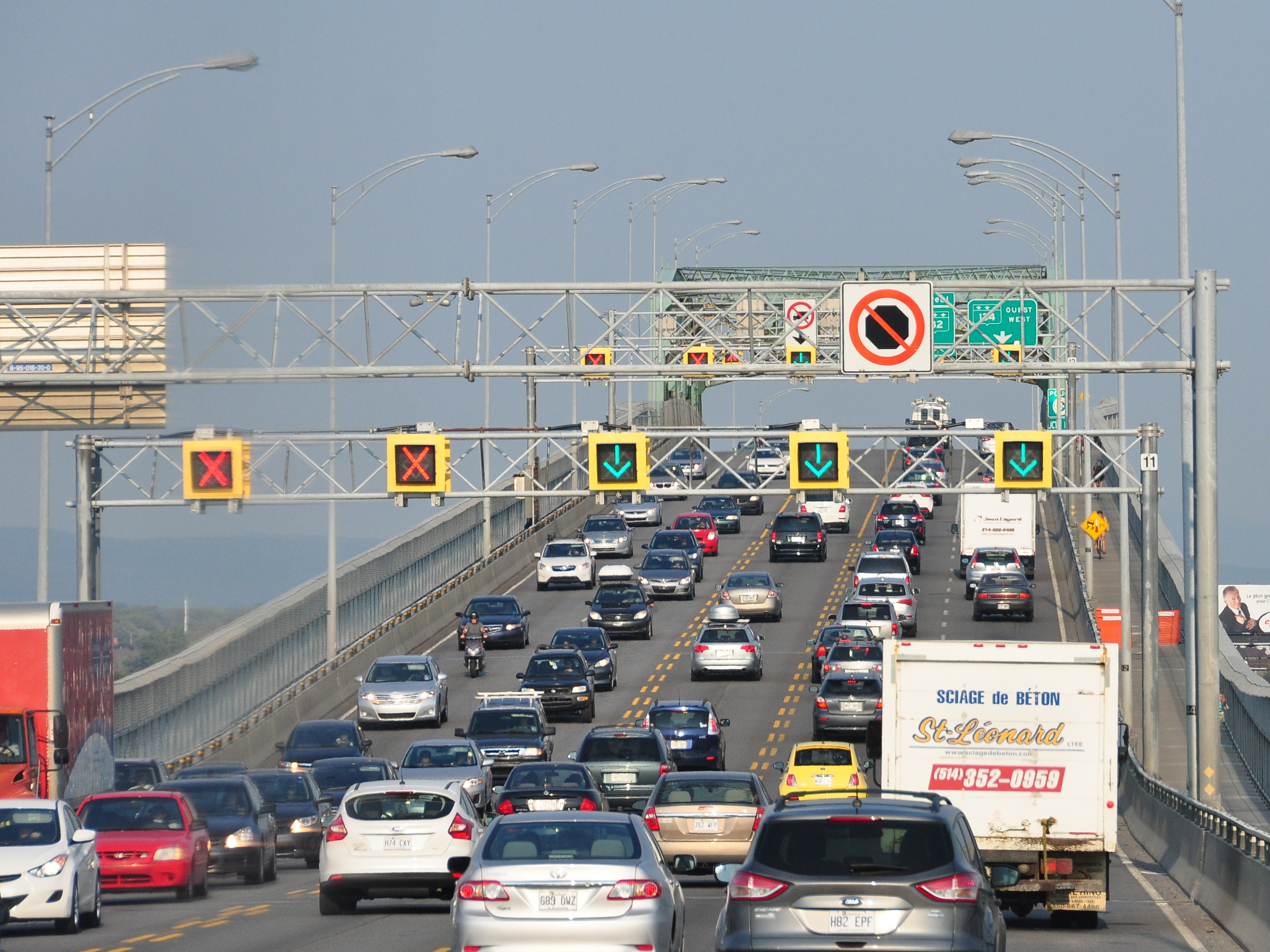
Trànsit al Pont de Jacques Quartier, Mont-real (Canadà)

L'exemple més clàssic de la taxa de retorn decreixent és el de l'explotació industrial dels jaciments de petroli: cap a la meitat del segle xix, moment en el qual el principal productor de petroli del món eren els Estats Units, per extreure un barril de petroli cru, tan sols era necessari invertir un 1% de l'energia continguda en aquest, és a dir, s'obtenia una TRE de 100. Això s'entén fàcilment: els primers jaciments contenien un petroli d'altíssima qualitat a escasses profunditats, en llocs accessibles i fàcils d'explotar (Texas); de manera que l'energia necessària per a la recerca, prospecció petroliera, perforació petrolífera, bombeig i transport era molt poca.
A mesura que els jaciments més accessibles i superficials es van esgotar, va ser necessari buscar, prospectar i perforar a major profunditat o en llocs menys convenients: lluny dels centres de consum, de tal manera que els costos energètics d'aquestes extraccions han anat creixent amb el temps: en l'actualitat la TRE de l'extracció de petroli s'avalua entre 5 i 15 depenent dels autors: invertint el mateix barril de petroli que el 1850, el resultat obtingut és de 5 a 15 barrils en comptes de 100. Avui la taxa de retorn és molt més baixa i és probable que segueixi disminuint.
Aquesta tendència decreixent en la TRE del petroli marca que el final de les prospeccions petrolieres no es produirà en el moment en què les reserves arribin a zero, sinó molt abans: quan el cost energètic de l'extracció de les reserves sigui igual al seu potencial energètic.

### L'energia eòlica

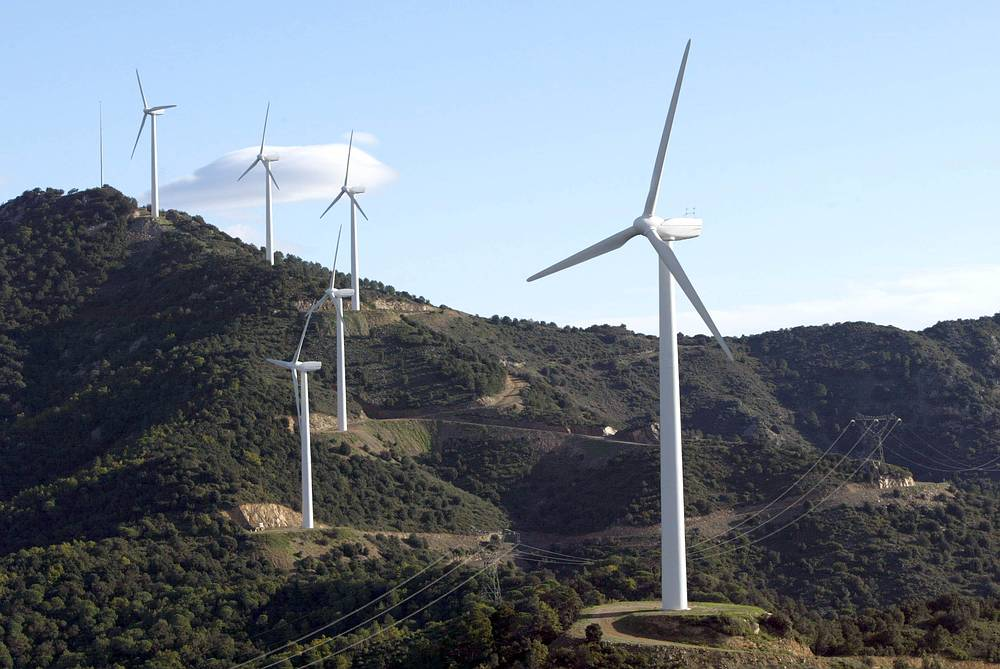
Parc eòlic del Collet dels Feixos a Duesaigües (Baix Camp)

La taxa de retorn energètic de l'energia eòlica és igual a l'energia elèctrica generada al llarg de la vida útil d'una turbina eòlica dividida entre la suma de l'energia requerida per construir la màquina i la seva infraestructura, més el cost energètic del seu manteniment al llarg de la seva vida útil, més el cost energètic del seu desmantellament. La TRE de l'energia eòlica varia de 5 a 35, amb una mitjana de 18. La TRE és fortament proporcional a la mida de l'aerogenerador, de manera que els generadors més grans d'última generació són els que obtenen els valors més alts. Donat que l'energia produïda és, en qualsevol cas, diverses vegades l'energia consumida, hi ha un guany d'energia neta.